# 금문역
금문역(琴聞驛)은 경상남도 사천시에 있던 진삼선의 철도역이다. 용현면 중심지에 있었지만, 현재는 폐역이 되어 흔적이 거의 남아있지 않다.

## 역사
- 1965년 12월 7일 : 배치간이역으로 영업 개시[1]
- 1969년 8월 1일 : 무배치간이역으로 격하
- 1974년 12월 5일 : 진삼선 폐선으로 폐역[2]